# Ascodesmidaceae
Ascodesmidaceae — родина аскомікотових грибів порядку пецицальні (Pezizales).